# Chesham Bois
Chesham Bois est une paroisse civile et un village du Buckinghamshire, en Angleterre.